# پیستوله

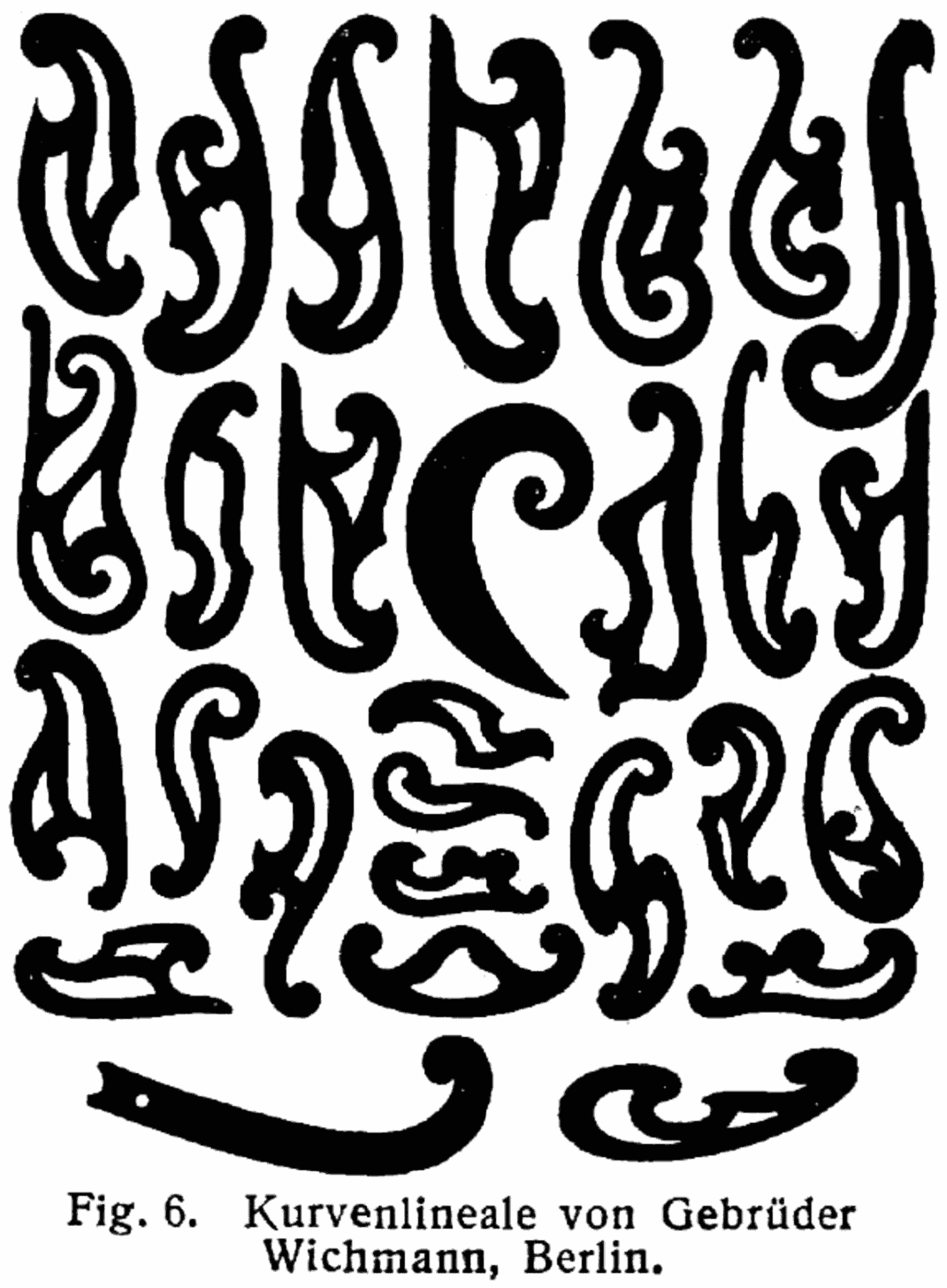
پیستوله.

پیستوله وسیله‌ای مورد استفاده در رسم فنی است. مدل‌های آن در قدیم از چوب و فلز ساخته می‌شدند؛ ولی امروزه اکثراً پلاستیکی هستند. پیستوله در شکل، اندازه و مدل‌های مختلف وجود دارد.

## نگارخانه

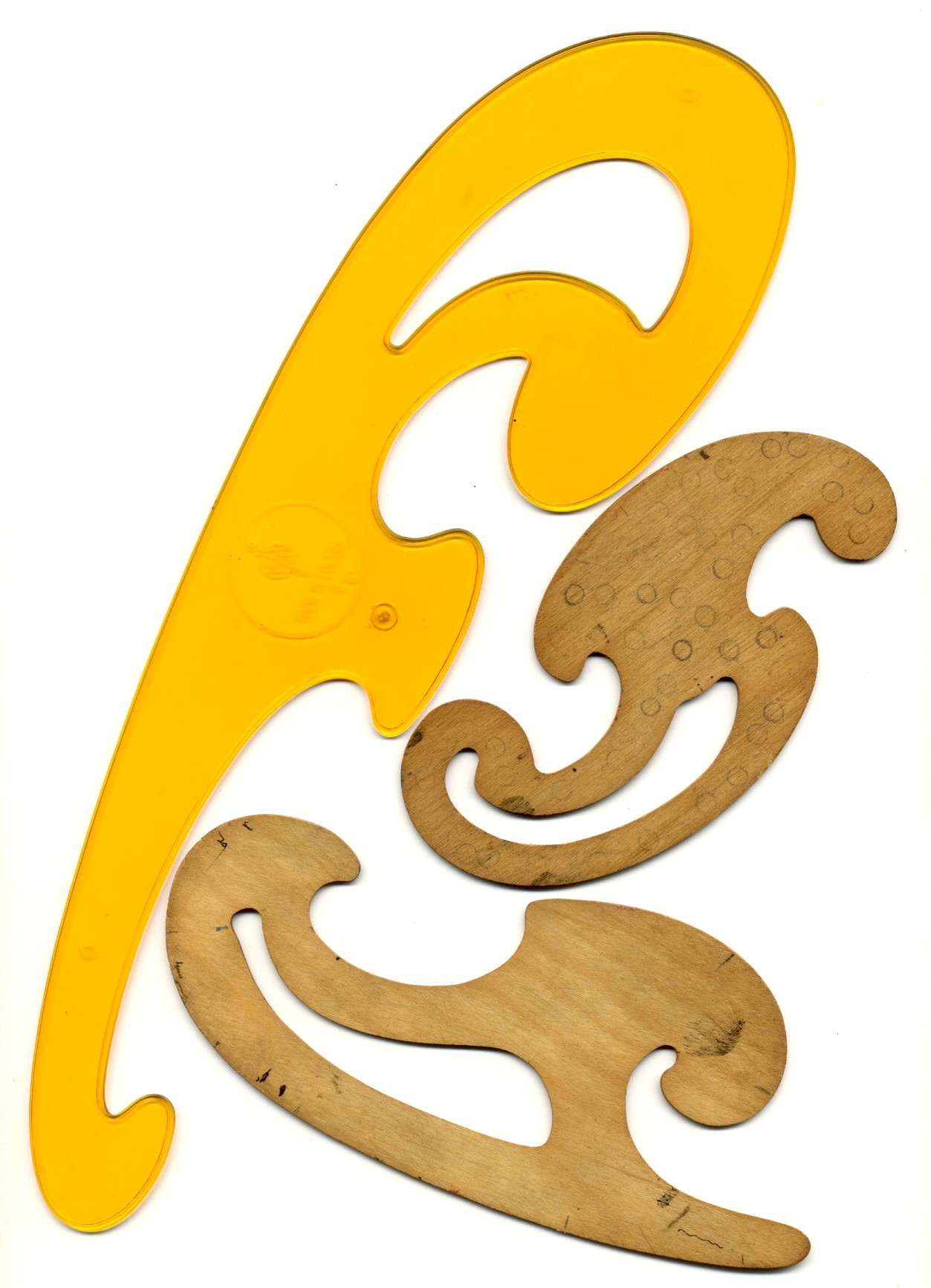
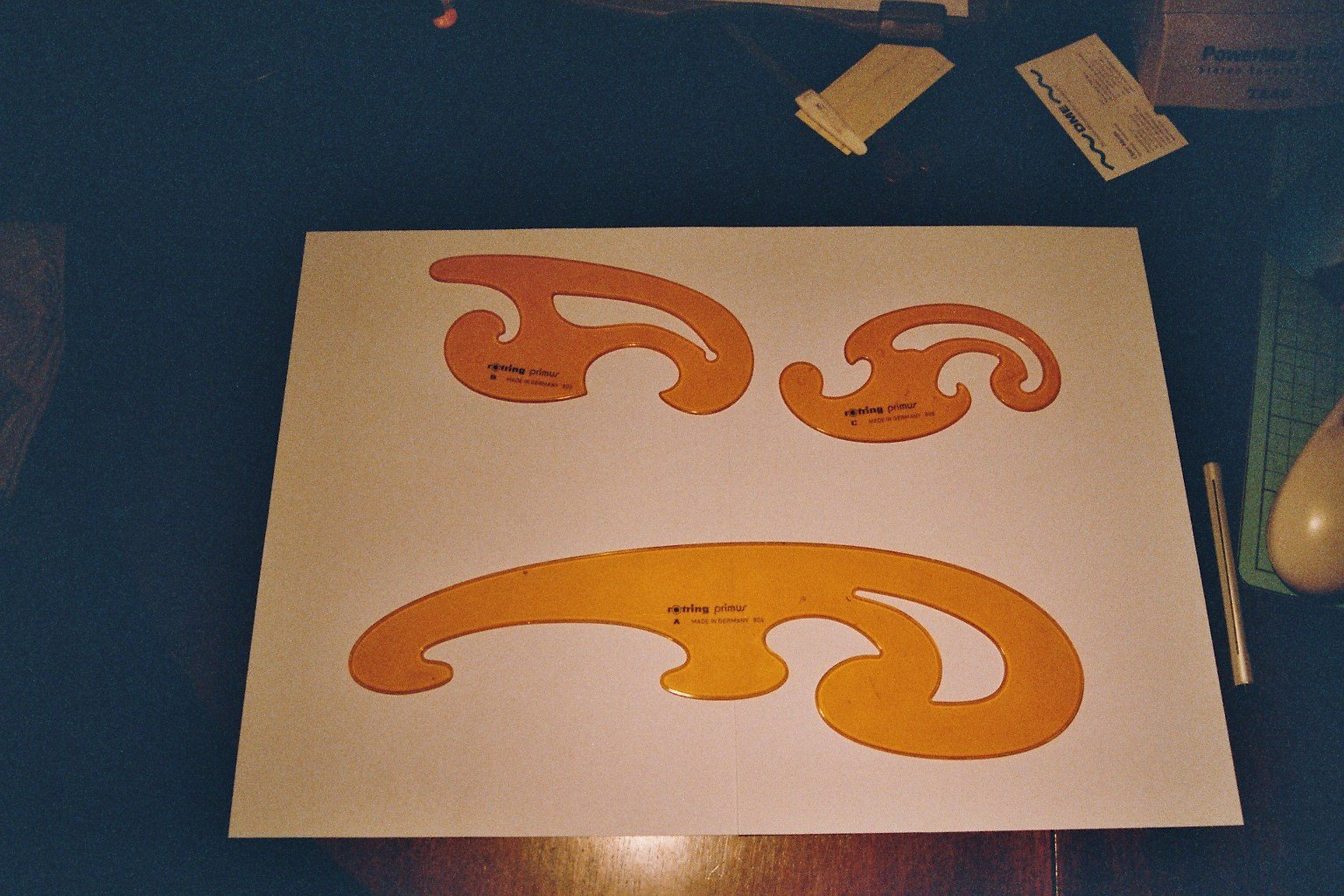